# Willem Zuidema
Willem Hero Zuidema (Rotterdam, 13 juli 1932 - Hilversum, 22 juli 2000) was een Nederlands theoloog en judaïcus.
Hij studeerde theologie aan de Vrije Universiteit in Amsterdam en in Kampen, judaïca aan de universiteiten van Münster en Jeruzalem, alsmede aan de voormalige Katholieke Theologische Hogeschool Amsterdam (KTHA). Ook volgde hij colleges bij rabbijn prof. Yehuda Aschkenasy, verbonden aan de voormalige Folkertsmastichting voor Talmudica, tegenwoordig stichting PaRDeS.
Van 1959 tot 1962 was hij gereformeerd predikant in Vreeland. 
Van 1971 tot 1975 gaf hij college aan de Faculteit voor Protestantse Godgeleerdheid in Brussel. 
In laatstgenoemde periode legde hij de basis voor zijn bekendste boek, Gods partner, Ontmoeting met het Jodendom (1977), dat zes drukken verwierf en in diverse talen werd vertaald. 
Daarna was hij tot 1981 studiesecretaris voor de joods-christelijke betrekkingen van de Gereformeerde Kerken in Nederland, een verbintenis die niet zonder problemen eindigde. Zuidema’s identificatie met het jodendom ging veel verder dan velen in zijn kerkelijke omgeving lief was. In 1987 promoveerde hij op het Misjna-traktaat Chagiga, dat hij interpreteerde als een handleiding voor pelgrims bij de drie opgaansfeesten in de tempel te Jeruzalem (pasen, pinksteren en loofhuttenfeest).